# Little Bear
O Pequeno Urso (nome original em inglês: Little Bear ou Little Bear's Adventures) é uma série de desenho animado educativa infantil estadunidense–canadense baseada na série Little Bear de livros escritos por Else Holmelund Minarik, ilustrada por Maurice Sendak e que contou com roteirização de Suzanne Collins. O programa foi originalmente produzido pela Nelvana, Optix Digital Pictures, Alliance Atlantis e Nick Jr. Productions e exibido pela Nickelodeon e foi exibido em muitos canais em vários países, incluindo Noggin/Nick Jr. (Estados Unidos), ABC e ABC2 (Austrália), RTÉ (Irlanda), RTP2 (Portugal), TV2 (Nova Zelândia), TV Cultura e HBO Family (Brasil) e Children's BBC (Reino Unido). Um filme de longa-metragem direto para vídeo/DVD intitulado The Little Bear Movie foi lançado em 2001.

## Sinopse
A história gira em torno do Pequeno Urso e seus amigos que vivem numa floresta vivendo aventuras que variam de problemas comuns do cotidiano até situações mágicas e fantásticas que ocorrem ao decorrer do seu dia a dia. Ele vive em uma cabana com os seus pais: O Papai-Urso e a Mamãe-Urso que são personagens sempre presentes durante toda a série.

## Personagens
- Pequeno Urso - O protagonista da série. É um ursinho muito curioso que vive com seus pais Mamãe-Urso e Papai-Urso, e gosta de sair para brincar e viver várias aventuras com seus amigos: Uma pata brincalhona, uma galinha alegre e organizada, um gato divertido e brincalhão, uma coruja inteligente e Emily, uma garotinha carinhosa e a única humana da turma.
- Pata - Uma das melhores amigas do Pequeno-Urso, está sempre disposta a brincar com ele e saborear os quitutes da Mamãe-Urso. Ela é a personagem que mais topa participar das aventuras malucas criadas pelo Pequeno Urso.
- Galinha - Alegre e organizada, ela sempre mantém sua casa em ordem. Tem uma postura sábia e de líder diante dos outros personagens da turma.
- Gato - Também um dos melhores amigos do Pequeno-Urso que também gosta dos quitutes da Mamãe-Urso, principalmente da Sopa de Peixe. O Gato é o típico amigo conselheiro e inteligente.
- Coruja - É uma coruja macho esperta e curiosa, as vezes também serve de  conselheiro do Pequeno Urso embora seja um pouco medroso e atrapalhado.
- Emily - É a melhor amiga do Pequeno Urso. Conheceu ele quando fez uma viagem e ficou hospedada por um curto período de tempo próxima da floresta onde ele morava e acabaram se conhecendo por acaso. Logo ela se torna  amiga dele e de todos os seus amigos. Emily tem um laço muito forte com o Pequeno Urso, diferente de todos os outros amigos da turma nessa parte da história. Tanto que sua partida foi um dos momentos mais marcantes do desenho provocando um clima bastante depressivo e único na série. Depois disso a garota ficou um bom tempo sem aparecer na história mas retorna com sua avó para morar na floresta. Porém seu retorno é bastante estranho pois a partir dali esse laço entre ela e o Pequeno Urso parece sumir e ela passa a ser tratada como uma personagem comum e sem tanta relevância. Suas aparições se tornam esporádicas até sumir por completo da história.
- Papai-Urso - Navegante e pescador, que gosta muito de pescar com o filho e tomar parte em suas brincadeiras com os amigos.
- Mamãe-Urso - Exímia cozinheira, que faz tudo pelo filho e seus amigos.
- Vovó-Urso - Tão boa cozinheira quanto Mamãe-Urso, sua filha. Também faz tudo pelo neto e seus amigos.
- Vovô-Urso - Pai de Mamãe-Urso, adora brincar com o neto, tirar uma boa soneca depois do almoço e saborear os pratos da esposa.
- Tio Rusty - Tio paterno do Pequeno-Urso, sabe tocar gaita e vive nos bosques, porque prefere o silêncio da floresta.
- Lucy - Boneca de Emily.
- Vovó - É a avó da Emily, gosta de cozinhar e é muito alegre, já viajou muito e sempre está disposta a ajudar a todos. Tem uma cachorrinha francesa chamada "Tutu". Ela é amiga da Mamãe e da Vovó Urso.
- Mitzie - É uma macaca que vive na árvore na casa dos Ursos. É brincalhona, mas às vezes faz umas brincadeiras de mau-gosto e a turma fica brava com ela, mas depois a perdoam, pois gostam muito dela.
- Sem-pé - É uma cobra que vive nas roseiras da Mamãe-Urso. Ela gosta de tomar sol e andar com o Pequeno Urso. Apesar de ter uma postura um pouco ameaçadora ela sempre acaba ajudando a turma em alguma aventura ou mesmo participando de alguma brincadeira com o grupo.

## Elenco
| Personagem   | Voz Original      | Dublador                    |
| ------------ | ----------------- | --------------------------- |
| Pequeno Urso | Kristin Fairlie   | Úrsula Bezerra              |
| Emily        | Jeniffer Martini  | Fernanda Bullara            |
| Gato         | Andrew Sandiston  | Alex Wendel Vágner Fagundes |
| Pata         | Tracy Ryan        | Elisa Villon                |
| Coruja       | Amos Crawley      | Jaime Queiroz               |
| Galinha      | Elizabeth Hanna   | Cláudia Carli               |
| Sem Pé       | Rick Jones        | Denise Simonetto            |
| Papai Urso   | Dan Hennessey     | Guilherme Lopes             |
| Mamãe Ursa   | Janet-Laine Green | Rosana Beltrame             |
| Vovô Urso    | Sean McCann       | Borges de Barros            |
| Vovó Ursa    | Diana D"Aquila    | Gessy Fonseca               |
| Avó Da Emily | Kay Hawtrey       | Zayra Zordan                |

## Trilha sonora
"Allegro Vivace", do compositor austríaco Franz Schubert de sua Sonata para Violino nº 1 em Ré maior é usado como tema de abertura do desenho animado. O tema foi organizado para sopros e cordas pelo compositor Arnold Black. Um tema de abertura separado é usado em exibições nos Estados Unidos.
O restante da trilha foi composta por Lesley Barber.

## Exibição na TV Cultura
Na TV Cultura, a estreia do desenho foi em 3 de novembro de 1997, substituindo o desenho As Histórias do Velho Urso, tornando-se um dos desenhos clássicos mais lembrados a ser exibido pelo canal. 
Na época de sua estreia, a série era exibida de segunda à sexta-feira, às 16:30 da tarde, e aos sábados às 15h00. Em 2005, era exibido de segunda à sexta-feira as 09:00. Saiu do ar em 2006. No dia 5 de maio de 2008 o desenho voltou ao ar de segunda a sábado as 14:30 e ficou no ar até dia 20 de setembro.

## Premiações
A série foi indicada à quatro premiações das quais venceu todas:

### 1996 - New York Festivals
- Prêmio finalista.

### 1998 - Alliance for Children and Television Award
- Melhor série animada.

### 1998 -Gemini Award
- Melhor programa ou série pré-escolar.

### 2001 - Parents Choice Awards
- Vencedor recomendado para televisão de 2001.

## Ver Também
- Little Bear Movie.